# Leonid Lukov
Leonid Lukov (în rusă Леонид Давидович Луков; n. 19 aprilie/2 mai 1909, Mariupol, Gubernia Ekaterinoslav, Imperiul Rus – d. 24 aprilie 1963, Leningrad, RSFS Rusă, URSS) a fost un regizor sovietic.